# Strzemię (żelbet)

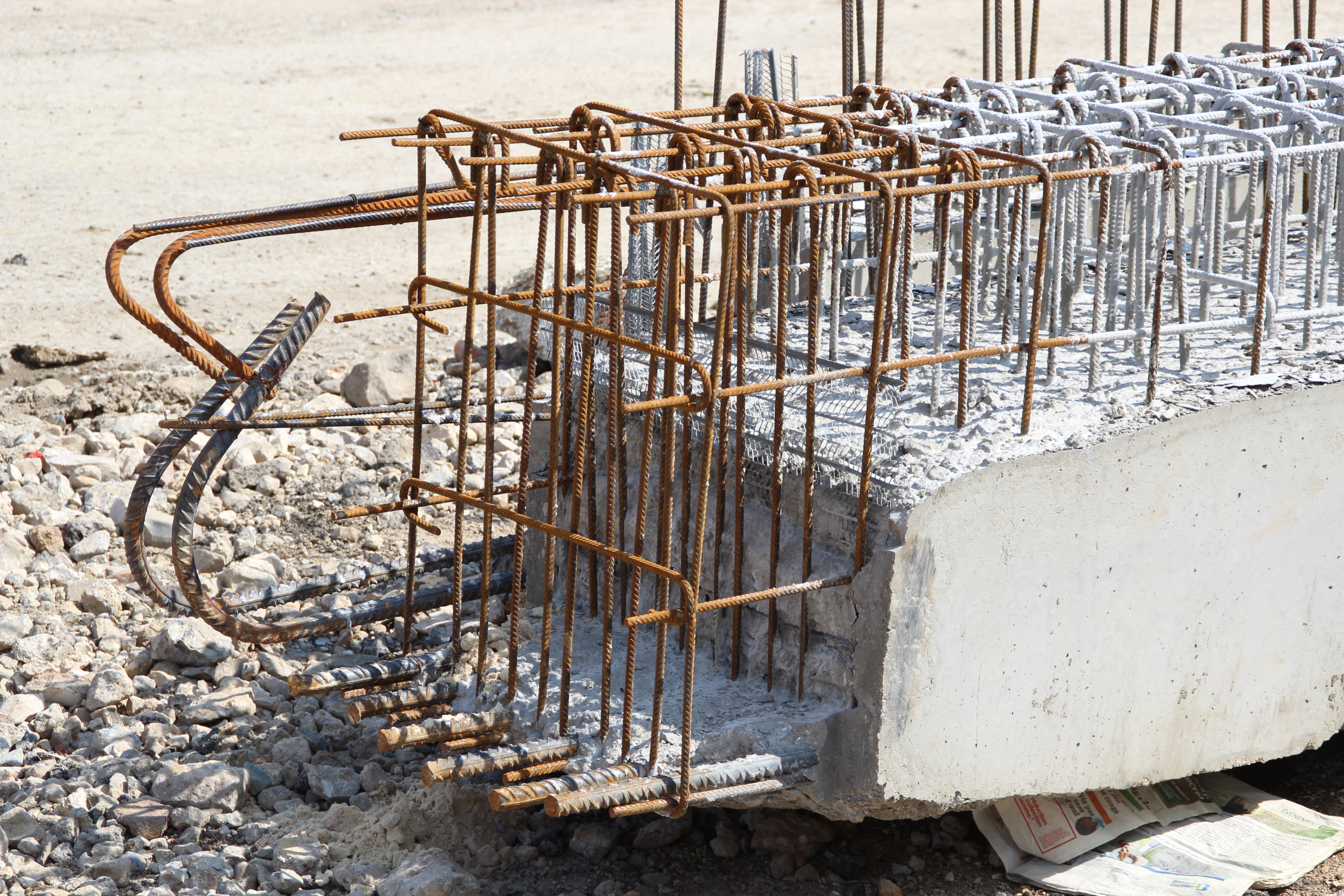
Elementy poprzeczne do prętów zbrojeniowych to strzemiona.

Strzemię – element zbrojenia pomocniczego w żelbecie. Stosowany jest głównie w zbrojeniu elementów prętowych (belek, słupów, łuków), rzadziej w elementach powłokowych i konstrukcjach masywnych (bryłowych).
Zbrojenie pomocnicze układane jest zazwyczaj prostopadle do prętów zbrojenia głównego i ma za zadanie utrzymywanie tych prętów we właściwym miejscu formy. Dzięki zbrojeniu pomocniczemu można montować szkielet zbrojenia poza deskowaniem, a dopiero następnie ułożyć w jego właściwym miejscu. Strzemiona spełniają nie tylko rolę konstrukcyjno-stabilizacyjną w stosunku do szkieletu zbrojenia przed zalaniem go betonem, ale w powstałych już konstrukcjach przenoszą siły ścinające w gotowych belkach i rozpierające w słupach.
Strzemiona mają najczęściej kształt prostokątny, otaczający główne pręty zbrojenia elementu. W słupach okrągłych strzemiona mogą mieć kształt okręgów.
W słupach zbrojenie poprzeczne (strzemiona, siatki i spirale) musi skutecznie stabilizować każdy pręt zbrojenia głównego w dwóch prostopadłych kierunkach. Dla słupów, w których najdłuższy bok przekroju poprzecznego jest nie większy niż 400 mm, stosuje się pojedyncze strzemiona, dla większych przekrojów – strzemiona wielokrotne.